# Blagoje Paunović
Blagoje Paunović (Pusto Šilovo, 4 de junho de 1947 - 8 de dezembro de 2014) foi um treinador e futebolista profissional sérvio, que atuava como defensor.

## Carreira
Blagoje Paunović fez parte do elenco da Seleção Iugoslava de Futebol da Eurocopa de 1968.  

## Títulos
- Eurocopa de 1968 - 2º Lugar